# José María Pazo
José María Pazo Torres (ur. 4 kwietnia 1964 roku w Valledupar) – piłkarz grający na pozycji bramkarza.

## Życiorys
Pazo przez większą część kariery bronił bramki zespołu Atlético Junior, w barwach którego w 1993 i 1995 roku wywalczył mistrzostwo Kolumbii, a w 1997 Reebok Cup. Następnie występował w Atlético Nacional, z którym w 2000 roku zdobył Copa Merconorte. Po zakończeniu kariery został trenerem i między innymi pracował w sztabie szkoleniowym młodzieżowej reprezentacji Kolumbii U-17.
Pazo nie był nigdy pierwszym bramkarzem reprezentacji. W 1993 roku widniał w kadrze na turniej Copa América 1993, jednak był rezerwowym dla Óscara Córdoby i Faryda Mondragóna. Podobnie było rok później na Mistrzostwach Świata w USA, gdzie również był trzecim bramkarzem kadry.